# Glopeflya
Koordinaten: 72° 7′ S, 10° 25′ O
Die Glopeflya (norwegisch für Schluchtebene) ist eine schmale und vereiste Ebene im ostantarktischen Königin-Maud-Land. Sie liegt zwischen dem östlichen Teil der Orvinfjella und dem südlich angrenzenden Plateau des Antarktischen Eisschilds.
Norwegische Kartografen, welche die Ebene auch deskriptiv benannten, kartierten sie anhand von Vermessungen und Luftaufnahmen der Dritten Norwegischen Antarktisexpedition (1956–1960).